# روبن بيرسون
روبن بيرسون (بالسويدية: Robin Persson)‏ هو لاعب هوكي الجليد سويدي، ولد في 5 ديسمبر 1985 في نيشوبينغ في السويد.

## وصلات خارجية
- روبن بيرسون على موقع EliteProspects.com (الإنجليزية)
- روبن بيرسون على موقع HockeyDB.com (الإنجليزية)